# Тойма (Коми)
То́йма — деревня, входящая в состав сельского поселения Большая Пучкома Удорского района Республики Коми. Расположена по левой стороне реки Вашки.

## История
Возникла после 1646 г.; упоминается в переписной книге 1678 года как починок Тоин.

## Население
| 2010 |
| ---- |
| 0    |